# هولوغرام تنظيمي
الهولوغرام التنظيمي (بالإنجليزية: Organizational hologram) هو أسلوب يختص بالنظريات التنظيمية التي وردت في كتاب الهولوغرام التنظيمي: الإدارة الفعّالة للتغيير التنظيمي (The Organizational Hologram: The Effective Management of Organizational Change) (1991م) والذي كتبه "كينيث دي. ماكينزي"..
ويشير هذا الكتاب إلى أنه إذا كان لدى منظمة اثنتا عشرة عملية هولونومية مستخدمة، فستمتلك المنظمة ميزة تحقيق التوافق الديناميكي والحفاظ عليه، وفي نفس الوقت تكون فعالة وقابلة للتكيف وتتكيف بفاعلية.
تقول النظرية الهولونومية إن المنظمات تحتوي على اثنتي عشرة عملية إدارية (HPs)، والتي توجه الأداء إلى الخصائص التنظيمية المطلوبة الست (DOCs).

## الخصائص التنظيمية المطلوبة
- الخاصية التنظيمية المطلوبة الأولى (DOC-1) وضوح الاتجاه
- الخاصية التنظيمية المطلوبة الثانية (DOC-2) وضوح الهياكل التنظيمية
- الخاصية التنظيمية المطلوبة الثالثة (DOC-3) وضوح القياس
- الخاصية التنظيمية المطلوبة الرابعة (DOC-4) التحقيق الناجح للأهداف
- الخاصية التنظيمية المطلوبة الخامسة (DOC-5) توجيه النتائج لحل المشكلات
- الخاصية التنظيمية المطلوبة السادسة (DOC-6) الشركاء هم الأصول والموارد

## العمليات الهولونومية
- العملية الهولونومية الأولى (HP-1) إنشاء اتجاه إستراتيجي واضح والحفاظ عليه
- العملية الهولونومية الثانية (HP-2) تحديد المنطق التنظيمي وتحديثه
- العملية الهولونومية الثالثة (HP-3) ضمان أفضل عملية لاتخاذ القرار
- العملية الهولونومية الرابعة (HP-4) التأقلم لضمان وضوح الموقف
- العملية الهولونومية الخامسة (HP-5) ضمان التخطيط المنهجي العملي والمتضمن والمفهوم
- العملية الهولونومية السادسة (HP-6) دمج عملية اختيار الموظف والتنمية والسير تبعًا للاتجاه الإستراتيجي
- العملية الهولونومية السابعة (HP-7) تبني حل المشكلات المُبتكر والنفعي والمكافأة عليه
- العملية الهولونومية الثامنة (HP-8) ضمان الحل السليم للمشكلات من خلال المنظمة
- العملية الهولونومية التاسعة (HP-9) وضع المعايير الواقعية والصارمة للأداء
- العملية الهولونومية العاشرة (HP-10) توفير أنظمة مكافآت مُنصفة وفعالة
- العملية الهولونومية الحادية عشر (HP-11) ضمان توافق المصالح
- العملية الهولونومية الثانية عشر (HP-12) تشجيع السلوك الأخلاقي لجميع الشركاء والمكافأة عليه

## المصدر
Glossary for the Holonomic Model